# Гаркуша Леонід Ваніфатійович
Леоні́д Ваніфа́тійович Гарку́ша (нар. 18 липня 1905, місто Одеса — ?) — український радянський партійний діяч, секретар Волинського і Львівського обласних комітетів КП(б)У.

## Біографія
З 1921 по 1925 рік служив у Червоній армії.
Член ВКП(б). Перебував на відповідальній партійній роботі.
Завідував кафедрою соціально-економічних наук, викладав діалектичний матеріалізм у Сумському державному педагогічному інституті.
У 1937—1940 роках — директор Сумського державного педагогічного інституту.
З червня 1941 по 1943 рік — в Червоній армії на політичній роботі. Служив лектором політичного відділу 40-ї армії Воронезького фронту. Учасник німецько-радянської війни.
У січні 1944 (затверджений у березні 1945) — 1948 року — секретар Волинського обласного комітету КП(б)У з пропаганди та агітації.
16 грудня 1949 року був рекомендований Політбюро ЦК КП(б)У на посаду секретаря Львівського обласного комітету КП(б)У.
28 квітня 1950 — лютий 1951 року — секретар Львівського обласного комітету КП(б)У з питань пропаганди.
З квітня 1951 по 1953 рік — заступник начальника Управління в справах вищої школи при Раді міністрів Української РСР.
Подальша доля невідома.

## Звання
- батальйонний комісар
- старший політрук
- майор

## Нагороди
- орден Червоної Зірки (25.03.1943)
- ордени
- медаль «За відвагу» (29.07.1942)
- медаль «За бойові заслуги» (25.03.1943)
- медаль «За перемогу над Німеччиною у Великій Вітчизняній війні 1941—1945 рр.» (9.05.1945)
- медалі